# Lineopalpa varians
Lineopalpa varians là một loài bướm đêm trong họ Noctuidae.